# Gospodarstwo pomocnicze

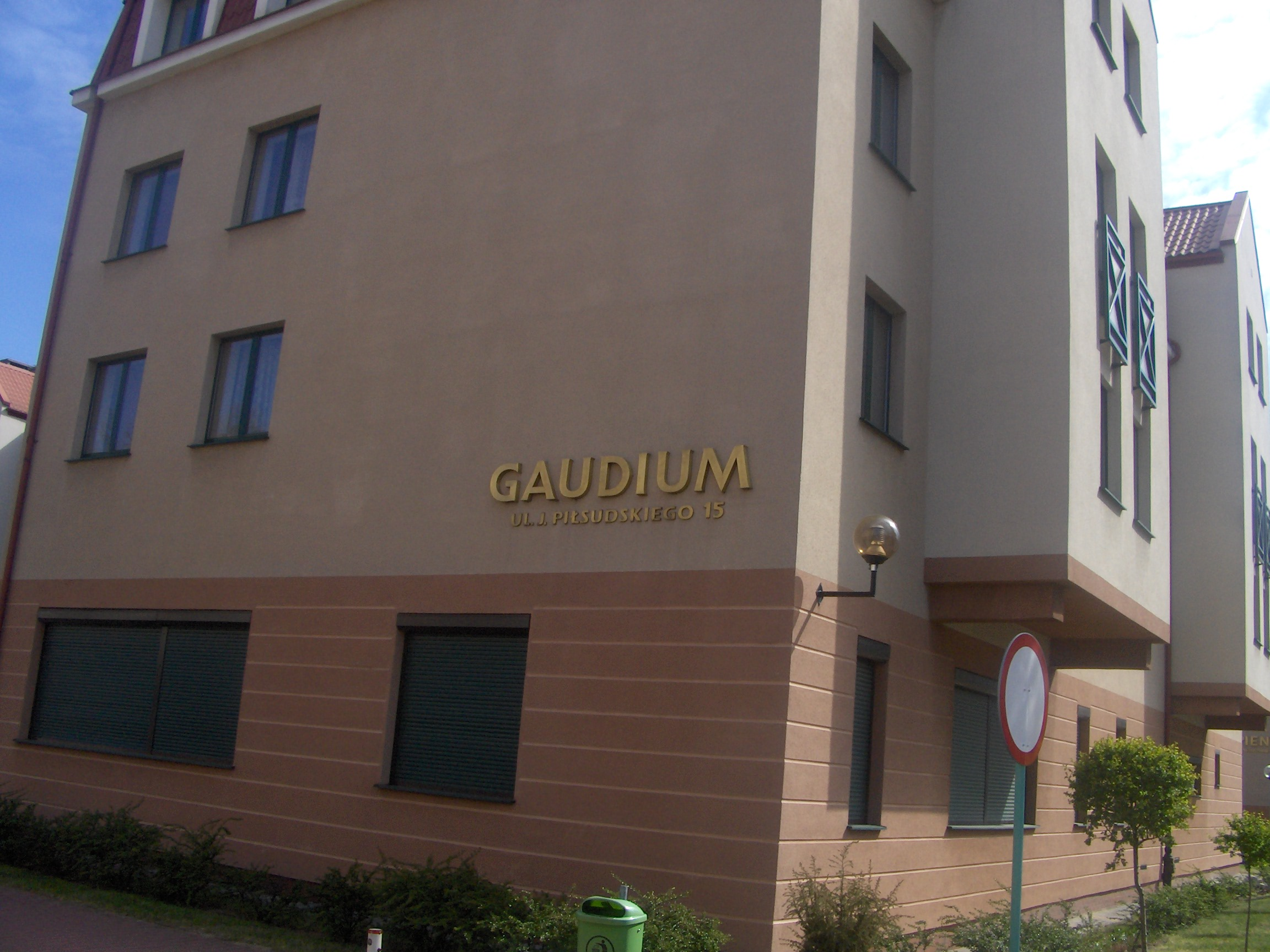
Gospodarstwem pomocniczym uczelni mogły być domy studenckie (tu: dom studencki UAM w Słubicach).

Gospodarstwo pomocnicze – dawna jednostka sektora finansów publicznych w Polsce. Była wyodrębniona z jednostki budżetowej pod względem organizacyjnym albo też finansowym. Zajmowała się częścią jej działalności podstawowej lub działalnością uboczną. Gospodarstwa pomocnicze były tworzone przez kierowników jednostek budżetowych po otrzymaniu zgody od organu, który utworzył daną jednostkę budżetową.
Prowadziły działalność na podstawie rocznego planu finansowego:
- przychody własne
- dotacje z budżetu jednostki budżetowej
- wydatki będące kosztami
- rozliczenie z budżetem (stan należności i zobowiązań na początek i na koniec okresu rozliczeniowego).

W założeniu gospodarstwa pomocnicze pokrywały koszty działalności z uzyskanych przychodów własnych. W praktyce mogły one otrzymywać dotacje przedmiotowe oraz jednorazową dotację na wyposażenie w środki obrotowe. 
Forma rozliczenia z budżetem: netto – gospodarstwo pomocnicze wpłacało do budżetu połowę osiągniętego zysku netto. Jednostki budżetowe mogły tworzyć więcej niż jedno gospodarstwo pomocnicze.
Gospodarstwa pomocnicze zostały zlikwidowane do dnia 31 grudnia 2010.